# Autoestrada A57 (Itália)
A Autoestrada A57 (também conhecida como Tangenziale di Mestre) é uma autoestrada tangencial da porção continental de Veneza, Mestre, na Itália. Com 57 km de extensão, atravessa sua gestão está a cargo das concessionárias Autovie Venete S.p.A e CAV S.p.A. Há uma ramificação até o Aeroporto de Veneza-Marco Polo. 

## Percurso
| TANGENZIALE DI MESTRE |                                                                                                   |      |      |           |                  |
| Tipo                  | Saída                                                                                             | ↓km↓ | ↑km↑ | Província | Estrada europeia |
|                       | Torino-Trieste                                                                                    | 0,0  | 26,7 | VE        | -                |
|                       | Mirano - Dolo                                                                                     | 2,7  | 24,0 | VE        | -                |
|                       | Mira - Oriago                                                                                     | 7,5  | 19,2 | VE        | -                |
|                       | Barriera Mestre-Villabona                                                                         | 9,1  | 17,6 | VE        | -                |
|                       | Venezia-Marghera Romea                                                                            | 11,1 | 15,6 | VE        |                  |
|                       | Area di servizio "Marghera"                                                                       |      |      | VE        |                  |
|                       | Venezia-Mestre Padana Superiore (Saída em direção oeste, entrada em direção leste) Porto Marghera | 11,6 | 15,1 | VE        |                  |
|                       | Mestre - Via Miranese                                                                             | 12,5 | 14,2 | VE        |                  |
|                       | Mestre - Via Castellana Castellana                                                                | 14,5 | 12,2 | VE        |                  |
|                       | Mestre - Terraglio Pontebbana                                                                     | 16,4 | 10,3 | VE        |                  |
|                       | Area di servizio "Bazzera"                                                                        | 17,7 | 9,0  | VE        |                  |
|                       | Belluno Diramazione aeroporto "Marco Polo"                                                        | 19,5 | 7,2  | VE        |                  |
|                       | Marcon                                                                                            | 21,6 | 5,1  |           |                  |
|                       | Quarto d'Altino                                                                                   | 24,9 | 1,8  | TV        |                  |
|                       | Barriera Venezia est                                                                              | 25,2 | 1,5  | TV        |                  |
|                       | Torino-Trieste                                                                                    | 26,7 | 0,0  | VE        | -                |

## Ramificação ao aeroporto
A rafimicação até o aeroporto foi concluída e inaugurada em 11 de março de 1991. O projeto foi construído como uma das infraestruturas necessárias para a Copa do Mundo FIFA de 1990. Atualmente é gerida pela CAV S.p.A.

### Percurso até o aeroporto

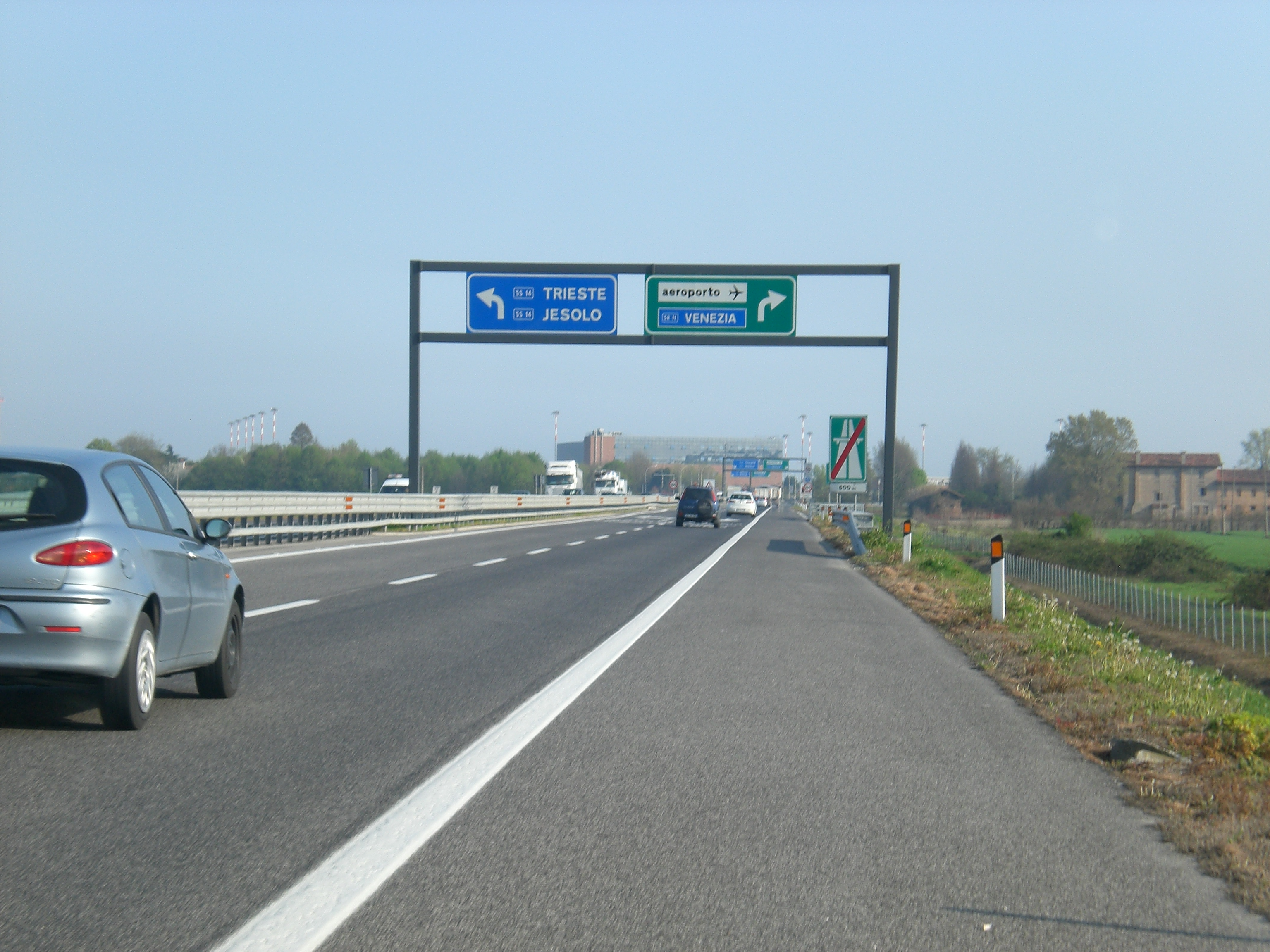
O trecho final em direção ao aeroporto

| AUTOSTRADA A57 Diramazione aeroporto |                                                                      |      |      |           |
| Tipo                                 | Saída                                                                | ↓km↓ | ↑km↑ | Província |
|                                      | della Venezia Giulia Aeroporto Marco Polo - Venezia Trieste - Jesolo | 0    | -    | VE        |
|                                      | Dese - Marcon                                                        | 3,5  | -    | VE        |
|                                      | Tangenziale di Mestre Milano-Trieste                                 | 5,2  | -    | VE        |
|                                      | Belluno                                                              | 6,7  | -    | VE        |